# Konjaku Monogatari shū

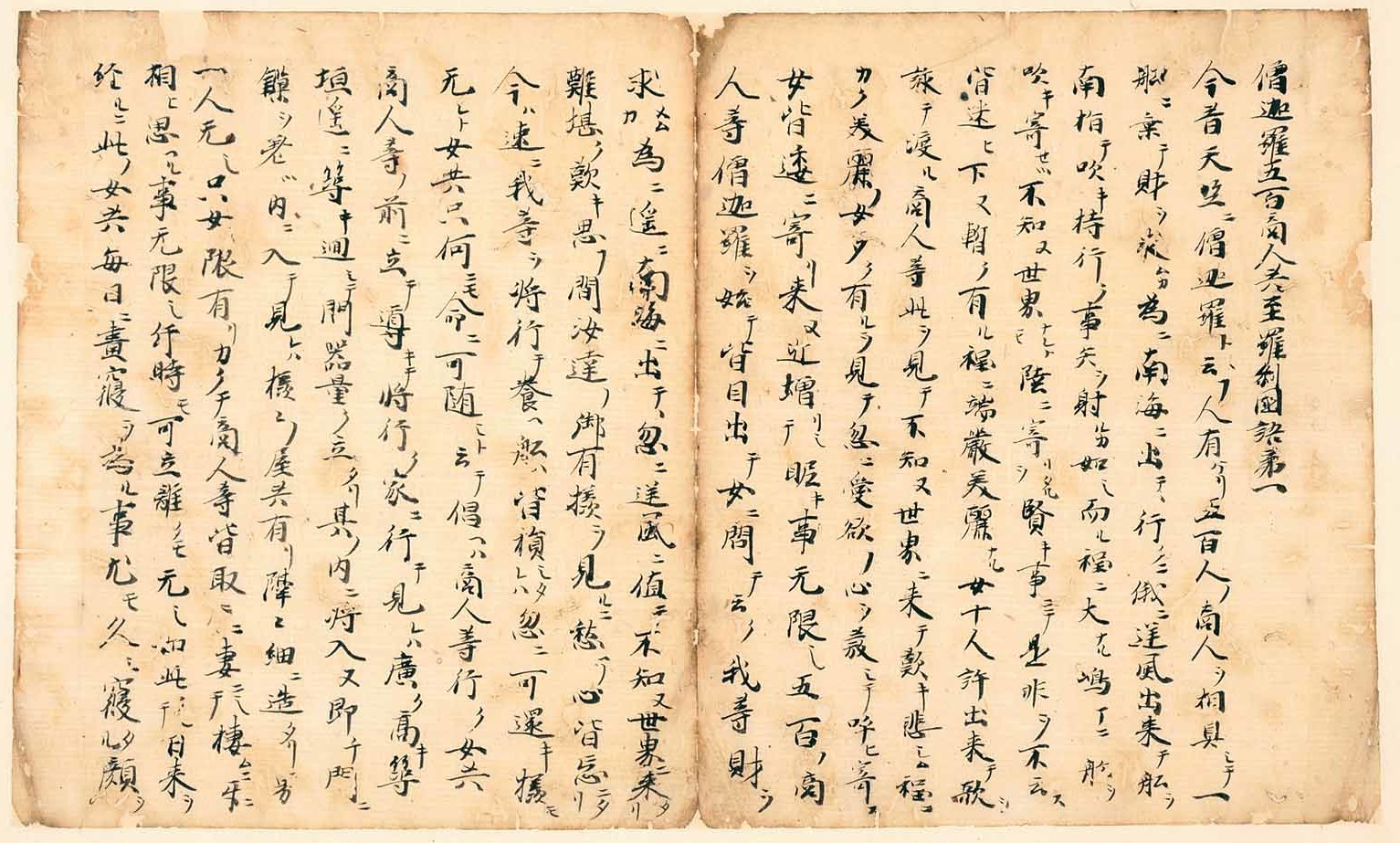
Konjaku Monogatari shū

Konjaku Monogatari shū (今昔物語集, 'Samling av nya och gamla berättelser'), eller bara Konjaku Monogatari, är en japansk samling av 1039 berättelser skrivna under den senare delen av Heian-perioden (794-1185). Hela samlingen var ursprungligen i 31 volymer, varav volym 8, 18 och 21 inte finns bevarad idag. De första fem volymerna täcker berättelser om Indien, därefter fem volymer om Kina och de sista 21 volymerna är om Japan.